# Oblężenie Tyru
Oblężenie Tyru – oblężenie fenickiego miasta Tyr przez wojska Aleksandra Macedońskiego, które miało miejsce w roku 332 p.n.e.
Tyr był jedynym fenickim miastem, które nie otworzyło bram nadciągającym Macedończykom. Mieszkańcy Tyru zdecydowali się na podjęcie obrony, ponieważ liczyli na silne fortyfikacje i bardzo korzystne położenie swojego miasta (na wyspie oddalonej pół kilometra od lądu). Ponadto Tyr posiadał silną flotę, której nie miał wówczas Aleksander.
Macedończycy rozpoczęli trwające ponad pół roku oblężenie. W jego trakcie zbudowali groblę łączącą Tyr z lądem stałym i zbudowali flotę 200 okrętów, które zablokowały miasto od strony morza. Po zdobyciu przewagi na morzu Macedończycy przystąpili do budowy grobli wzdłuż miejskich murów. Ustawili na niej dużą liczbę machin oblężniczych i przystąpili do systematycznego niszczenia fortyfikacji. Po rozbiciu części muru nastąpił szturm. Początkowo Macedończycy atakowali z grobli, jednak zostali odparci. Wówczas zaatakowali z pokładów okrętów. To natarcie zakończyło się sukcesem. Miasto upadło. Wymordowano wszystkich mężczyzn, a ok. 30 tys. kobiet i dzieci sprzedano w niewolę. Oszczędzono jednak życie tych, którzy schronili się w świątyniach.

## Literatura
- Maciej Milczanowski: Podboje Aleksandra Wielkiego 336–323 p.n.e., Wyd. Inforteditions, Zabrze 2005.